# Kojszówka
Kojszówka is een dorp in de Poolse woiwodschap Klein-Polen. De plaats maakt deel uit van de gemeente Maków Podhalański en telt 889 inwoners.

## Verkeer en vervoer
- Station Kojszówka